# Isogonalia labyrinthica
Isogonalia labyrinthica är en insektsart som beskrevs av Young 1977. Isogonalia labyrinthica ingår i släktet Isogonalia och familjen dvärgstritar. Inga underarter finns listade i Catalogue of Life.